# Verband der Soldaten der Bundeswehr
Der Verband der Soldaten der Bundeswehr e.V. (VSB) ist ein Interessenverband aktiver Soldaten der Bundeswehr. Der VSB ist ein eingetragener Verein mit Sitz in Bonn.

## Geschichte
Im März 2011 bildete sich der VSB (Gesellschaft bürgerlichen Rechts) aus aktiven Mitgliedern verschiedener Personalvertretungen der Streitkräfte aus der „Vereinigten freien Liste“ als Alternative zu den Interessenvertretungen für  Soldaten der Bundeswehr.
Seit Februar 2012 ist der „Verband der Soldaten der Bundeswehr e. V.“ in das Vereinsregister eingetragen.

## Zielsetzung
Der Verband der Soldaten der Bundeswehr setzt sich für eine bessere und umfassendere Mitwirkung für alle Soldaten ein. Er will eine bessere Vereinbarkeit von Familie und Beruf/Dienst für alle Angehörigen der Bundeswehr erreichen. Dazu fordert er in einem ersten Schritt eine konsequente Umsetzung bereits vorhandener Weisungen und Nutzung der gegebenen Möglichkeiten durch alle Vorgesetzten. Darüber hinaus setzt er sich für eine Reform der bisher getroffenen Maßnahmen zur Durchlässigkeit der Laufbahnen ein.
Der VSB will vor allem bisher nicht verbandspolitisch organisierten Soldaten eine neue Möglichkeit zur organisierten Mitwirkung bieten. Dies gilt für die Gremien der Personalvertretung ebenso wie auch in der Rolle des fordernden Partners gegenüber dem Dienstherrn. Den Verband kennzeichnet u. a. das Alleinstellungsmerkmal, die einzige Interessenvertretung in den Streitkräften zu sein, die sich ausschließlich für die Statusgruppe der Soldaten einsetzt.
Der Verband sieht sich als ein kritischer und konstruktiver Partner gegenüber dem Dienstherrn wie auch der Politik, der mit Nachdruck die Interessen seiner Mitglieder vertritt, auch mit dem Ziel, die notwendige Attraktivität der Bundeswehr als Arbeitgeber mitzugestalten.

## Struktur
Die Bundesleitung besteht aus den beiden Vorsitzenden, zwei stellvertretenden Vorsitzenden, einem Geschäftsführer, einem Schatzmeister, einem Schriftführer, dem Justiziar sowie mehreren Referenten für spezielle Aufgaben.
Im Bundesvorstand sind neben der Bundesleitung die Bereichsvorsitzenden Nord, Ost, Süd und West. Hinzu kommen die Bundesbeauftragten für Marine, Sanitätsdienst, Luftwaffe, Heer, Streitkräftebasis (SKB), CIR und zivile Organisationsbereiche. Ergänzt wird der Vorstand durch die Beauftragten für Reservistendienst Leistende, Hinterbliebene und Veteranen (RHV), für die Rechtspflege, für das Pressemanagement, für das Personalmarketing, Familie und Beruf/Dienst, internationale Zusammenarbeit und BMVg unmittelbar unterstellte Dienststellen.
Unterhalb des Bundesvorstandes ist der Verband in acht Ländergruppen gegliedert, in der sich die Kameradschaften der einzelnen Bundesländer wiederfinden. Dabei werden kleinere Bundesländer zu einer Ländergruppe zusammengefasst.

## Netzwerk der Hilfe
Der Verband der Soldaten der Bundeswehr wurde am 26. November 2013 als Vollmitglied in das Netzwerk der Hilfe durch das Bundesministerium der Verteidigung aufgenommen. Im Netzwerk der Hilfe engagieren sich Organisationen, um Soldaten, deren Angehörigen und Familien sowie Hinterbliebenen bei Schwierigkeiten zu unterstützen.

## Leitung
Den Verband der Soldaten der Bundeswehr führen Hauptmann Andreas Füllmeier (Bundesvorsitzender) und Oberstabsgefreiter Mandy Wagner (Bundesvorsitzende) nach außen.